# Samuel Galindo
Samuel Galindo Suheiro (Santa Cruz de la Sierra, 18 de abril de 1992) é um futebolista profissional boliviano que atua como meio-campo, atualmente defende o Real Tomayapo.
É casado com uma brasileira, Juliane Araújo, com quem tem 2 filhos, Alejandro e Rafaela.

## Carreira
Samuel Galindo fez parte do elenco da Seleção Boliviana de Futebol da Copa América de 2016.